# Tennessee Williams
Pour les articles homonymes, voir Williams et Lanier.
Thomas Lanier Williams III, dit Tennessee Williams, né le 26 mars 1911 à Columbus et mort le 25 février 1983 à New York, est un dramaturge et écrivain américain dont de nombreuses œuvres ont été portées au cinéma. Aux côtés d'Eugène O'Neill et Arthur Miller, il est considéré comme l'un des dramaturges les plus importants du XXe siècle aux États-Unis.
Après des années dans l'obscurité, il devient soudain populaire avec La Ménagerie de verre (1944), qui montre une famille semblable à la sienne, malheureuse et de basse condition. Cette pièce ouvre une période de succès, parmi lesquels Un tramway nommé Désir (1947), La Chatte sur un toit brûlant (1955) et Doux oiseau de jeunesse (1959). Les œuvres de la fin de sa vie manifestent un style nouveau qui plaît moins au public, et sa dépendance à l'égard de l'alcool et de la drogue influe sur sa créativité. Un tramway nommé Désir figure souvent dans les listes des meilleures pièces américaines du XXe siècle.

## Biographie

### Jeunesse
Thomas Lanier Williams III (il prend le pseudonyme de Tennessee à cause d’un surnom qui lui est attribué par ses amis à l’université) est né à Columbus (Mississippi), le 26 mars 1911. Sa famille compte des ancêtres anglais, gallois et huguenots. Il est le fils d'Edwina Dakin (1884-1980) et de Cornelius Coffin Williams (1879-1957). Il a une sœur aînée, Rose Isabel Williams (1909-1996) et un frère cadet, Walter Dakin Williams (1919-2008). Il passe son enfance, avec sa mère Edwina et sa sœur Rose qu’il adore, chez son grand-père, pasteur, et son apaisante grand-mère, Rose. Son père Cornelius Williams, qu’il déteste, est un voyageur de commerce alcoolique et joueur de poker, presque toujours absent.
Atteint de la diphtérie à l'âge de cinq ans, il occupe alors son temps à écrire des poèmes et saynètes, sous les encouragements de Rose. Il est encouragé dans cette voie en recevant sa première machine à écrire pour son douzième anniversaire. En 1918, son père emmène sa famille à Saint-Louis dans le Missouri où il a décroché un emploi dans une fabrique de chaussures (International Shoe Company (en)). Cornelius Williams regardait l'activité de son fils malade avec dédain et ne l'encourageait pas, contrairement au reste de la famille. De nombreux critiques et historiens notent que Williams a trouvé l'inspiration pour la plus grande partie de son œuvre dans sa propre famille.
Les efforts de sa mère pour trouver la meilleure maison possible pour la famille et le comportement bruyant de son père obligent la famille à déménager de nombreuses fois à Saint Louis. Williams étudie au Soldan High School (en), un lieu auquel il fait allusion dans La Ménagerie de verre. Plus tard, il étudie à l'University City High School (en).
En 1928, il reçoit le troisième prix pour un essai publié dans Small Set intitulé Can a Good Wife Be a Good Sport. La même année, il réalise un voyage en Europe avec son grand-père maternel, voyage pendant lequel il raconte qu'il vit une triple révélation : révélation de son homosexualité lors d'une allusion d'un officier de bord sur le navire qui le conduit en Europe, révélation intellectuelle lors d'une promenade sur un boulevard parisien, révélation mystique dans la cathédrale de Cologne. En 1929, Williams entre à l'université du Missouri, à Columbia, où il suit des études de journalisme. Pendant les trois années qu'il passe dans cette université, Williams affirme ses prétentions littéraires et soumet ses textes au théâtre de la faculté, avec succès. Mais, au bout de ces trois ans, son père décide, pour des raisons d'argent, de le déscolariser. Il le fait placer comme manutentionnaire dans l'usine de chaussures où il travaille. Pendant deux ans et demi, Williams occupe ce poste avec une certaine répulsion ; la nuit, il écrit des poèmes qu'il fait publier. Désenchanté, déprimé, il est hospitalisé en mars 1935 pour dépression nerveuse. Dans cette même période, sa sœur Rose fait sa première crise de démence. Délaissant définitivement l'usine, Williams reprend le chemin des études en s'inscrivant à la Washington University de Saint-Louis (Missouri). Dans cette même année, Williams décide de se consacrer au théâtre. Sa toute première pièce, Cairo Shangai Bombay ! , est jouée dans l'été par une petite troupe de Memphis. La revue de la faculté publie l'été suivant, en 1936, sa nouvelle Vingt-sept remorques pleines de coton (qui inspirera plus tard le film Baby Doll). A l'automne, tandis qu'il poursuit ses études à la Washington University, sa deuxième pièce, The magic tower, est jouée par une troupe de Saint-Louis.
En 1937 se joue à Saint Louis une nouvelle pièce de théâtre de Williams, en deux actes, Candles to the Sun. La presse locale publie des louanges sur la pièce. On encense le talent du jeune auteur pour son sens des dialogues percutants. Ces succès locaux donnent à Williams de l'assurance pour la suite de sa carrière de dramaturge. A la fin de l'été 1937, Williams prend ses distances avec sa famille et quitte Saint-Louis sans regrets car la ville lui laisse de bien mauvais souvenirs. En septembre, il intègre l'Iowa State University à Ames (Iowa). Dans le même temps, sa sœur Rose, schizophrène, est déclarée mythomane et dépressive par sa mère Edwina après avoir dénoncé son père pour attouchements sexuels. Edwina refusant obstinément de donner crédit aux propos de sa fille, elle la fait interner dans un sanatorium, puis à l'hôpital. Ces événements plongent Thomas Williams dans une peine profonde qui rejaillira sur son inspiration théâtrale des années 1950.
Au cours de l'été 1938, Williams obtient de l'université d'Iowa  son diplôme (Bachelor of Arts) et décide en décembre de partir vivre à la Nouvelle-Orléans. Tout au long de l'année 1939, il y mène une vie de bohème, exerce de petits métiers et connaît ses premières expériences homosexuelles. Il écrit des pièces en un acte et signe en septembre un contrat avec Audrey Wood qui devient son agent littéraire et le restera pendant plus de trente ans. Il profite de cet élan pour se donner un nom de plume et opte pour le pseudonyme de Tennessee Williams. Au début de 1940, Williams s'installe à New-York. Il n'est pas très fortuné mais il écrit beaucoup et traîne la nuit dans les bars de Times Square. En février est présentée au public avec succès la première de ses pièces montées à New-York, The Long Goodbye. Dans l'été, à Provincetown (Massachusetts), William vit la première des trois grandes liaisons amoureuses de sa vie avec un jeune danseur canadien, Kip Kierna (qui mourra quatre ans plus tard). Il se jette frénétiquement dans cette relation et y développe un appétit sexuel qu'il ne peut réfréner. Il écrira dans ses Mémoires : "Cela ne devait pas être très agréable d'être réveillé quatre ou cinq fois par nuit pour le service répété de mon désir." A la fin de l'année, sa pièce, Battle of Angels fait scandale lors de la première à Boston et sera retirée de l'affiche douze jours plus tard.
En 1941, lorsque les États-Unis entrent en guerre, Thomas Williams est réformé en raison de son dossier psychiatrique, de son homosexualité, de son alcoolisme, de ses troubles cardiaques et nerveux. Au cours de l'année 1942, Williams subit une deuxième opération de la cataracte (après en avoir subi une première un an et demi plus tôt). Quelques mois plus tard, en janvier 1943, sa sœur Rose subit une lobotomie préfrontale, événement qui marquera profondément son frère,

### Carrière théâtrale

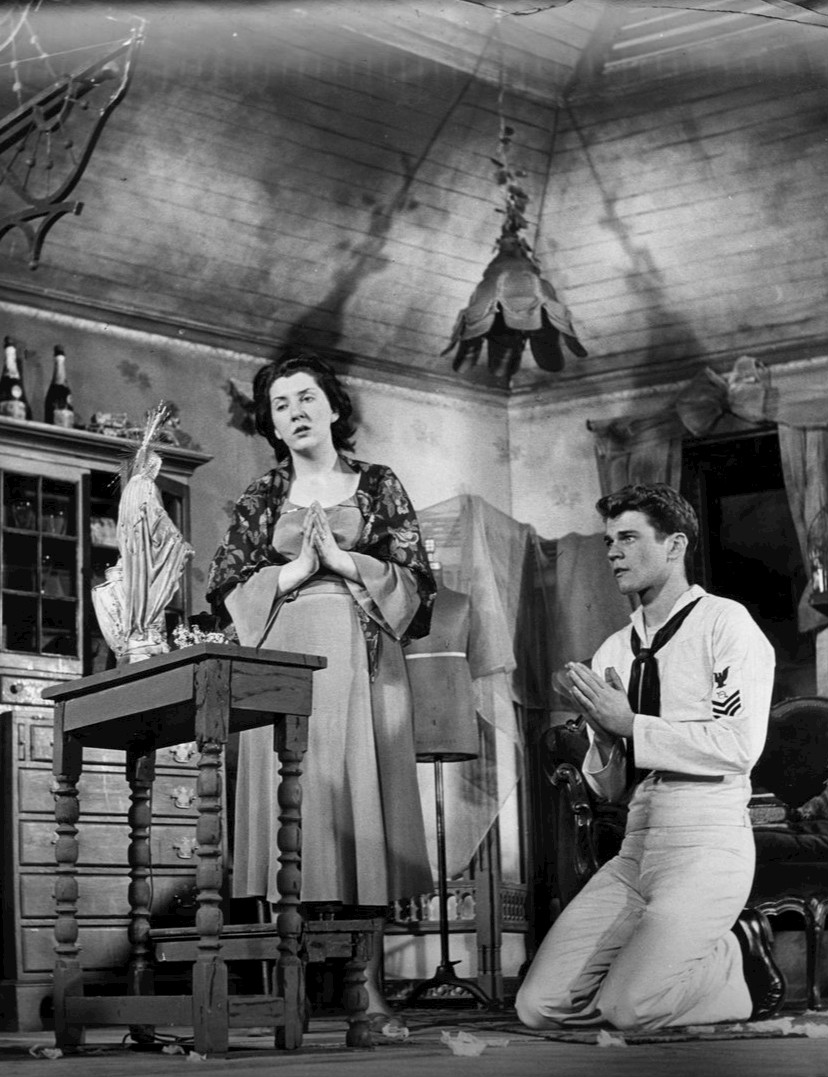
Maureen Stapleton et Don Murray dans La Rose tatouée à Broadway (1951).

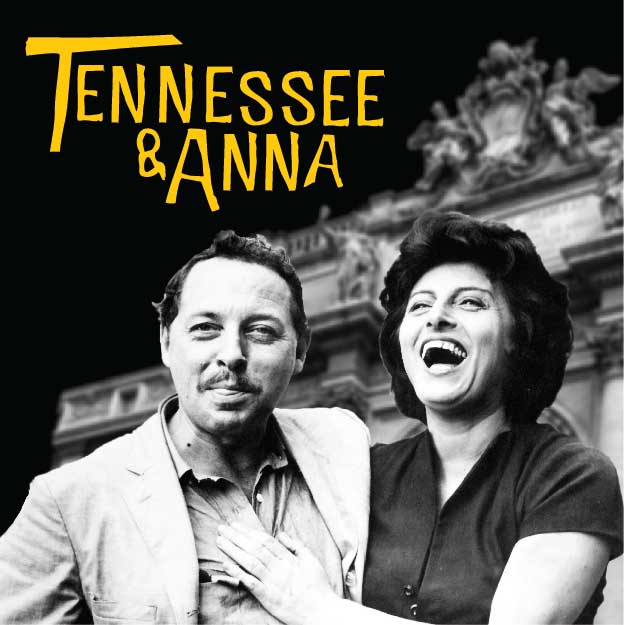
Tennessee Williams et Anna Magnani.

Les cinq années à venir vont marquer un véritable tournant dans la vie de Tennessee Williams et conduire celui-ci vers la gloire. En 1943, il se rend à Hollywood, engagé grâce à son agent littéraire de renom Audrey Wood, par la Metro-Goldwyn-Mayer pour faire l’adaptation cinématographique d’un roman à succès. Cette tâche de réécriture l’ennuie et il écrit son propre scénario très largement autobiographique, que la MGM refuse. Il en fait une pièce, La Ménagerie de verre — où il met en scène sa mère et sa sœur. Celle-ci est d'abord montée à Chicago en 1944, puis à New York en 1945. Tennessee Williams connaît ainsi, à trente-quatre ans, une célébrité soudaine marquée par la récompense du New York Drama Critics' Circle Awards.
Le succès se confirme deux ans plus tard avec Un tramway nommé Désir, dont Elia Kazan est le metteur en scène, et qui marque les débuts d’un jeune comédien de l’Actors Studio : Marlon Brando. La première est présentée à New-York en décembre 1947 et sera suivie de 855 représentations. C'est un immense succès. Grâce à cette seconde création, Tennessee Williams remporte le prix Pulitzer en 1948, ainsi que le Drama Critic's Award. La pièce va bientôt être traduite en dix-neuf langues, et jouée sur toutes les grandes scènes mondiales. En 1951, Elia Kazan adapte la pièce au cinéma. Brando y reprend le rôle tenu sur scène et Vivian Leigh joue le rôle de Blanche Du Bois. Le film fait un triomphe. Il est nommé pour 12 Oscars, dont celui du meilleur film.
En vingt-quatre ans, dix-neuf pièces de Tennessee Williams sont créées à Broadway. Les plus connues sont Été et fumées (1948), La Rose tatouée (1950), Camino Real (1953), La Chatte sur un toit brûlant (1955), La Descente d’Orphée (1957), Soudain l’été dernier (1958), Doux Oiseau de la jeunesse (1959), La Nuit de l’iguane (1961). Comme ce fut le cas pour Un tramway, Hollywood achète les droits et adapte au cinéma les plus grandes pièces de Tennessee Williams. La chatte sur un toit brûlant est portée à l'écran dans une réalisation de Richard Brooks en 1958 avec Elisabeth Taylor et Paul Newman dans les rôles principaux. En 1959, Joseph L. Mankiewicz tourne Soudain l'été dernier avec Elizabeth Taylor, Katharine Hepburn et Montgomery Clift. En 1964 sort sur les écrans La nuit de l'iguane réalisé par John Huston avec Richard Burton et Ava Gardner. Propriété interdite, film de Sydney Pollack, sort en 1966 avec Natalie Wood et Robert Redford d'après une pièce en un acte de Williams. Ces adaptations au cinéma contribuent largement à la renommée internationale de l'écrivain couvert de gloire.
Tennessee Williams remporte le prix Pulitzer pour Un tramway nommé Désir en 1948 et pour La Chatte sur un toit brûlant en 1955.
La plupart des pièces de Tennessee Williams sont jouées en France où son théâtre est apprécié. En 1949, Jean Cocteau adapte Un tramway nommé Désir (d'après une traduction de Paule de Beaumont). Plus tard, au début des années 1960, Françoise Sagan traduit pour le Théâtre de l'Atelier à Paris Sweet bird of youth sous le titre Le doux oiseau de la jeunesse. Elle avouera plus tard avoir travaillé dur pour venir à bout de cette traduction : "Je travaillai comme je n'ai plus jamais travaillé de ma vie, c'est-à-dire sans arrêt, m'échinant, m'acharnant après chaque mot [...] , passant par les étapes qui me permettraient d'entrer un peu dans la poésie de Tennessee, d'un texte pur et beau, très dur et très beau." Depuis cette époque, l'intérêt de la scène française pour le théâtre de Williams ne s'est pas démenti ; La ménagerie de verre est encore assez souvent à l'affiche aujourd'hui.
Dans la carrière théâtrale de Tennessee Williams, au temps de ses grands succès, deux acteurs ont la préférence de l'écrivain : Marlon Brando et Anna Magnani. Il écrit par deux fois des histoires en songeant à Anna Magnani pour en être l'interprète à la scène ou à l'écran. Le premier des deux sujets, d'abord créé en 1951 à la scène (sans Anna Magnani, indisponible à ce moment-là,), La Rose tatouée, est ensuite adapté à l'écran sur un scénario coécrit par Tennessee Williams et Hal Kanter : c'est La Rose tatouée qui, réalisé par Daniel Mann, obtient un beau succès en 1955 (trois Oscars dont l'Oscar de la meilleure actrice pour Anna Magnani). Tennessee Williams écrit ensuite la pièce La Descente d'Orphée (Orpheus Descending) pour laquelle il voudrait Anna Magnani et Marlon Brando comme têtes d'affiche. Mais devant le refus de Marlon Brando de monter sur scène, la pièce sera créée en 1957 avec d'autres comédiens. Il faudra attendre 1960 pour que Marlon Brando accepte le rôle dans l'adaptation cinématographique L'Homme à la peau de serpent réalisée par Sidney Lumet.
À partir du milieu des années 1960, l'étoile de Tennessee Williams périclite. Le théâtre d'avant-garde, tel que le conçoit le Living Theater de Julian Beck, est en pleine ascension avec des troupes qui bousculent les codes bien établis. Celles-ci, parfois issues de l'underground, écrivent leurs propres textes et remettent en cause les règles classiques de mise en scène, de décor et de relation au public. Williams comprend, dans ce contexte, que son théâtre n'est plus novateur. Il souffre de sa popularité en déclin, tandis qu'il traverse dans sa vie privée une période très difficile. Pendant les années 1970, si ses pièces les plus célèbres jouissent sur la scène américaine d'un regain d'intérêt, avec succès, les nouvelles productions du dramaturge, de leur côté, n'éveillent pas un grand enthousiasme auprès du public. Sa production théâtrale plus récente (Au bar d'un hôtel de Tokyo, Pièce à deux, Vieux Carré) suscite des réactions assez tièdes. Cependant, au cours de cette décennie, Williams continue à jouir d'une réputation qui lui vaut distinctions et médailles. Il est président d'honneur de la Mostra de Venise en 1975 et président du jury du festival de Cannes en 1976.
Tout le théâtre de Tennessee Williams, où l’on voit l’influence de William Faulkner et de D. H. Lawrence, est traversé par des inadaptés, marginaux, perdants, désemparés auxquels va tout son intérêt, comme il l’explique dans ses Mémoires, parus en France en 1978. Il décrit dans ses pièces de théâtre des êtres tourmentés, proies des frustrations et des excès de la société.À travers ces personnages, dans un mélange de réalisme et de rêve, dans le désastre ou la fantaisie, il mène une remarquable analyse de la solitude ou, plus encore, du sentiment de solitude, constante de sa vie,.

### Œuvre romanesque
Principalement connu pour son œuvre théâtrale, Tennessee Williams est également l'auteur d'une œuvre romanesque qui confirme tout le talent de l'écrivain. En 1948, il publie le recueil One arm and other stories qui contient quelques-unes de ses nouvelles les plus célèbres, dont One arm (Le boxeur manchot, traduit aussi par La statue mutilée), Desire of the black masseur (Le masseur noir), The field of blue children (Le champ des enfants bleus), Portrait of a girl in glass (Portrait d'une jeune fille en verre, dont la trame est à mettre en parallèle avec La ménagerie de verre) et The night of the iguana (La nuit où l'on prit un iguane, dont l'atmosphère annonce celle de la pièce qui sera créée une dizaine d'années plus tard, La nuit de l'iguane).
Tennessee Williams publie d'autres recueils de nouvelles, en 1954, 1966 et 1974. Il est également l'auteur de deux romans. Le premier, Le printemps romain de Mrs Stone, est publié en 1950 (l'histoire, à Rome, d'une riche veuve quinquagénaire qui s'éprend d'un jeune gigolo). Le livre a été adapté à l'écran en 1961 et 2003. Le second roman de Williams, Une femme nommée Moïse, est publié en 1975. L'auteur y développe explicitement des situations de relations homosexuelles. Il se sent d'autant plus libéré dans ce mode d'écriture que, quelques années plus tôt, en 1970, lors d'un show télévisé de David Frost, Williams a fait publiquement son coming out.

### Vie privée à partir des années de gloire
Au moment où sa célébrité se fait grandissante, Tennessee Williams voit poindre dans sa vie le début d'une grande amitié et celui d'un grand amour. En juin 1946, il fait la rencontre de la romancière Carson McCullers alors âgée de 29 ans ; la fragilité de celle-ci et la délicatesse de son physique lui rappellent sa sœur Rose pour laquelle il garde une grande tendresse. L'amitié et la complicité entre Tennessee et Carson vont s'affirmer et se confirmer pendant une vingtaine d'années, jusqu'à la mort de celle-ci. L'année suivante, Williams rencontre en juin 1947 un jeune homme d'origine sicilienne âgé de vingt-cinq ans, Frank Merlo, avec lequel il va vivre, à partir de 1948, la plus grande liaison amoureuse de sa vie, durant quatorze ans. Dès le début de cette liaison, Williams convie Frank Merlo à l'accompagner dans ses multiples voyages outre-Atlantique, en particulier en Italie. Lors de leur premier voyage, ils font une escale à Tanger - la ville au statut international chère aux écrivains américains - puis ils naviguent jusqu'à Rome, via Casablanca et Marseille. Dans ses Mémoires, Williams écrit, à propos de leur arrivée en Italie : « C'était l'hiver 1949, nous entamions le premier de nos longs séjours à Rome. » Au cours de ces séjours, le dramaturge fréquente l'actrice romaine Anna Magnani, à laquelle il est très lié.
Loin de la vie trépidante de New-York, Tennessee Williams achète une maison à Key West, une ville insulaire située sur le point le plus méridional de la Floride. Il s'y installe avec Frank Merlo en novembre 1949. Cette maison que Williams améliore et agrémente d'une piscine devient vite un lieu essentiel dans la vie privée de l'écrivain. Celui-ci y travaille et y reçoit les amis de passage tandis que Frank se charge des modalités de la vie pratique sur le domaine, en fidèle gardien des lieux qu'il restera pendant des années. C'est de Key West que Tennessee Williams envoie une invitation à Françoise Sagan, en 1954, lors de la visite triomphale de l'écrivain aux États-Unis, à la suite de la publication de Bonjour tristesse. Dans Avec mon meilleur souvenir, Françoise Sagan décrit sa rencontre avec Carson McCullers « malade, fatiguée, épuisée », hébergée par son ami Tennessee , et ne tarit pas d'éloges sur Merlo, « peut-être l'homme le plus charmant de l'Amérique et de l'Europe réunies ». Elle y découvre un Tennessee enjoué qui avale de grandes rasades de gin pur dès le matin. Plus tard, elle dira de lui : « Cet homme était bon. […] Il avait en lui une parfaite incapacité à nuire, à frapper, à être dur. »
Tennessee Williams a un aspect jovial, le visage souvent éclairé par de grands rires, et cependant il devient de plus en plus anxieux, doute de son avenir et de la pérennité de sa gloire. « Depuis 1955, j'ai presque toujours écrit sous l'influence de stimulants artificiels », écrit-il dans ses Mémoires. Il avoue porter en lui un besoin constant d'écrire et de boire. Il regrette sa dépendance des stimulants, dont les médicaments, et déconseille à tout jeune écrivain d'emprunter la même voie que lui. En 1957, Williams entame une psychothérapie. Il se sent de plus en plus fragile et inquiet. Dans ses Mémoires, il décrit l'état psychologique dans lequel il se trouve en 1958 : « l'état de nerfs, la panique, le long glissement vers la dépression qui s'ouvrait devant moi ». Des années de gloire et de richesse l'attendent encore, mais l'angoisse ne le quitte plus. Puis survient l'un des plus grands drames de sa vie : en 1963, son amant Frank Merlo meurt d'un cancer à New-York, à l'âge de 41 ans. Pour Williams, c'est l'effondrement.
Dès lors, dévasté par le chagrin, le dramaturge connaît une lente descente aux enfers qui va durer sept ans, les « années de la grande déprime ». Reclus dans une solitude oppressante, il consulte un nouveau psychanalyste tandis que son inspiration d'auteur se tarit. Tout lui semble pesant et hostile, et des décès autour de lui l'assombrissent un peu plus, tel celui de Carson McCullers en 1967. En janvier 1969, sous l'influence de son frère Dakin, Williams se convertit au catholicisme à Key West. À l'automne de la même année, à la suite d'un incident domestique, son frère le fait interner au Barnes Hospital de Saint Louis. Mais très vite, à la suite d'une tentative d'évasion pour rentrer chez lui, il est placé dans un pavillon pour soins psychiatriques. Selon ses termes, il est conduit jusqu'à « la salle des fous furieux ». Dans cette unité, il vit une expérience très éprouvante, parfois humiliante. Il est libéré au bout de trois mois. Il gardera de cette épreuve un souvenir traumatisant.
Au début des années 1970, bien qu'il soit marqué par les épreuves, Tennessee Williams reprend goût à la vie, aux voyages – il se rend très souvent en Europe – et à l'écriture. Il retrouve aussi son besoin viscéral de rire et « le besoin d'un compagnon avec qui rire ». Il voyage et se distrait avec de jeunes compagnons et amants. Ainsi, dans l'été 1973, il séjourne à Tanger aux côtés d'un garçon de 25 ans nommé Baxter. Mais l'écrivain marocain Mohamed Choukri, qui les guide dans la ville, se désole de constater que Tennessee ne retrouvera jamais un amant doté des qualités de Frank Merlo. Cependant, l'année précédente, Williams a fait une rencontre importante, celle du jeune écrivain Robert Caroll, qui devient son nouveau secrétaire et son compagnon. Caroll sera l'un des deux légataires figurant sur le testament du dramaturge riche et célèbre.

### Dernières années
Acclamé, adulé, mais désormais d'un autre temps, Tennessee Williams ne se fait plus d'illusion sur son avenir d'écrivain mais apprécie d'être honoré dans tel festival, tel théâtre renommé ou telle université. Le succès et les médailles couronnent son génie. En décembre 1979, à Washington, il est décoré au Centre Kennedy pour sa contribution aux Arts et, en juin 1980, il reçoit à la Maison Blanche la médaille présidentielle de la Liberté des mains de Jimmy Carter. Le dîner de gala que ses amis de Chicago organisent pour son soixante-dixième anniversaire, en 1981, résonne comme un dîner d'adieu à sa carrière. En février 1982, pendant la cérémonie où le maire de New-York lui remet la médaille de la ville, il plaisante avec Truman Capote en lui donnant rendez-vous au paradis.
Au début de février 1983, Williams effectue un bref séjour à Taormine, en Sicile, le pays de Frank Merlo. Il s'y retrouve seul, miné par une profonde tristesse. De retour aux États-Unis, il lui reste une semaine à vivre. Il est retrouvé mort le 25 février 1983 dans sa suite de l'Hotel Elysée (en), à New York. Le médecin légiste conclut à une mort par étouffement, le bouchon d'un vaporisateur nasal ayant été retrouvé dans le larynx de l'écrivain. Les obsèques sont célébrées en l'église Saint-Malachie du Theater District de New York. Il repose au cimetière Bellefontaine de Saint-Louis, dans le Missouri.
Tennessee Williams est aujourd’hui, selon la SACD, l’un des dramaturges américains les plus joués en France.

## Œuvre

### Pièces de théâtre
Le nombre de pièces de Williams est proche de la centaine. Le décompte est complexe car le dramaturge remanie ses pièces et plusieurs d'entre elles ont un texte différent entre la publication et la représentation
- 1936 : Candles to the Sun
- 1937 : L'Homme à la peau de serpent (Fugitive Kind)
- 1937 : Spring Storm
- 1937 : Me Vaysha
- 1938 : Rien à voir avec les rossignols (Not About Nightingales)
- 1940 : Batailles d'anges (Battle of Angels)
- 1941 : I Rise in Flame, Cried the Phoenix
- 1944 : La Ménagerie de verre (The Glass Menagerie)[47]
- 1945 : Propriété condamnée (This Property Is Condemned)
- 1945 : You Touched Me
- 1946 : 27 remorques pleines de coton (27 Wagons full of Cotton)
- 1946 : Portrait d'une madone (Portrait of a Madonna), pièce en un acte
- 1947 : Stairs to the Roof
- 1947 : Un tramway nommé Désir (A Streetcar Named Desire)[48]
- 1948 : Été et Fumées (Summer and Smoke)
- 1951 : La Rose tatouée (The Rose Tattoo)
- 1953 : Camino Real (en) (Camino Real)
- 1953 : Parle-moi comme la pluie et laisse-moi écouter (Talk to Me Like the Rain and Let Me Listen...), pièce en un acte
- 1955 : La Chatte sur un toit brûlant (Cat on a Hot Tin Roof)
- 1957 : La Descente d'Orphée (Orpheus Descending)
- 1958 : Soudain l'été dernier (Suddenly Last Summer)
- 1959 : Doux oiseau de jeunesse (Sweet Bird of Youth)
- 1960 : Period of Adjustment
- 1961 : La Nuit de l'iguane (The Night of the Iguana)
- 1962 : The Eccentricities of a Nightingale (nouvelle version de Summer and Smoke)
- 1963 : Le train de l'aube ne s'arrête plus ici (en) (The Milk Train Doesn't Stop Anymore)
- 1963 : The Mutilated
- 1967 : The Two-Character Play
- 1968 : Le Paradis sur terre (Kingdom of Earth = The Seven Descents of Myrtle)
- 1969 : Tokyo Bar (In the Bar of a Tokyo Hotel)
- 1969 : Will Mr. Merriweather Return from Memphis?
- 1972 : Small Craft Warnings
- 1973 : Out Cry (nouvelle version de The Two-Character Play)
- 1975 : The Two-Character Play (nouvelle et dernière version)
- 1975 : The Red Devil Battery Sign
- 1976 : This Is (An Entertainment)
- 1977 : Vieux Carré (Vieux Carré)
- 1979 : A Lovely Sunday for Creve Coeur
- 1980 : Clothes for a Summer Hotel
- 1980 : The Notebook of Trigorin
- 1981 : Something Cloudy, Something Clear
- 1982 : A House Not Meant to Stand
- 1983 : In Masks Outrageous and Austere

Il écrit également un livret d'opéra, Lord Byron's Love Letter.

### Romans
- Le Printemps romain de Mrs Stone (The Roman Spring of Mrs. Stone), 1950
- Une femme nommée Moïse (Moise and the World of Reason), 1975

### Recueils de nouvelles
Williams est l'auteur de 50 nouvelles.
- The Vengeance of Nitocris, 1928
- The Field of Blue Children, 1939
- Oriflamme, 1944
- The Resemblance Between a Violin Case and a Coffin, 1951
- Sucre d'orge (Hard Candy: A Book of Stories), 1954
- Three Players of a Summer Game and Other Stories, 1960
- La Quête du chevalier (The Knightly Quest: a Novella and Four Short Stories), 1966
- La Statue mutilée (One Arm and Others Stories), 1967
  - La Statue mutilée (One Arm)
  - Malédiction (The Malediction)
  - Le Poète (The Poet)
  - Chronique d'une dispatition (Chronicle of a Demise)
  - Le Masseur noir (Desire and the Black Masseur)
  - Portrait d'une jeune fille en verre (Portrait of a Girl in Glass)
  - La Chose importante (The Important Thing)
  - L'Ange dans l'alcôve (The Angel in the Alcove)
  - Le Champ des enfants bleus (The Field of Blue Children)
  - La Nuit où l'on prit un iguane (The Night of the Iguana)
  - L'Oiseau jaune (The Yellow Bird)
- Le Boxeur manchot
- Le Poulet tueur et la folle honteuse
- Un sac de dame en perles

### Poésie
- In the Winter of Cities, 1956
- Androgyne, Mon Amour, 1977
- Le Belvédère d'été

### Essai
Williams écrit 80 essais
- Le Cri, 1972

### Correspondance
2 800 lettres composent la correspondance de Williams.

### Écrits autobiographiques
- Mémoires d'un vieux crocodile, 1975

Williams tient une trentaine de journaux intimes.

## Adaptations cinématographiques de ses œuvres
- 1950 : La Ménagerie de verre de Irving Rapper, avec Jane Wyman, Kirk Douglas et Gertrude Lawrence
- 1951 : Un tramway nommé Désir d'Elia Kazan, avec Vivien Leigh, Marlon Brando, Karl Malden et Kim Hunter
- 1955 : La Rose tatouée de Daniel Mann, avec Anna Magnani et Burt Lancaster
- 1956 : Baby Doll (La Poupée de chair) d'Elia Kazan, avec Carroll Baker, Karl Malden et Eli Wallach ; scénario original
- 1958 : La Chatte sur un toit brûlant de Richard Brooks, avec Elizabeth Taylor, Paul Newman et Burl Ives
- 1959 : Soudain l'été dernier de Joseph Mankiewicz, avec Elizabeth Taylor, Katharine Hepburn et Montgomery Clift
- 1960 : L'Homme à la peau de serpent (de La Descente d'Orphée) de Sidney Lumet, avec Marlon Brando, Anna Magnani et Joanne Woodward
- 1961 : Été et Fumées de Peter Glenville, avec Laurence Harvey, Geraldine Page et Rita Moreno
- 1961 : Le Visage du plaisir de José Quintero, avec Vivien Leigh et Warren Beatty
- 1962 : Doux oiseau de jeunesse de Richard Brooks, avec Paul Newman et Geraldine Page
- 1962 : L'École des jeunes mariés (Period of Adjustment) de George Roy Hill, avec Anthony Franciosa, Jane Fonda et Jim Hutton
- 1964 :  La Nuit de l'iguane de John Huston, avec Richard Burton, Ava Gardner, Deborah Kerr et Sue Lyon
- 1966 : Propriété interdite (This Property Is Condemned), de Sydney Pollack, avec Natalie Wood, Robert Redford et Charles Bronson
- 1968 : Boom! (The Milk Train Doesn't Stop Here Anymore) de Joseph Losey, avec Richard Burton, Elizabeth Taylor, Noel Coward et Joanna Shimkus
- 1970 : Last of the Mobile Hot Shots de Sidney Lumet, avec James Coburn et Lynn Redgrave
- 1987 : La Ménagerie de verre de Paul Newman, avec John Malkovich, Joanne Woodward et Karen Allen

## Mises en scène théâtrales
- Un tramway nommé désir Adaptation de Jean Cocteau - Traduction de Paule de Beaumont - Mise en scène Raymond Rouleau - avec Arletty dans le rôle de Blanche Dubois - Théâtre Edouard VII 1949[50]
- Été et fumées Adaptation de Paule de Beaumont - Mise en scène de Jean Le Poulain - avec Silvia Monfort dans le rôle d'Alma Winemiller - Théâtre de l'Œuvre 1953
- La descente d'Orphée Mise en scène et adaptation de Raymond Rouleau - avec Arletty dans le rôle de Lady - Théâtre de l'Athénée 1959
- Été et Fumée Adaptation française de Roberta Bailey et Gilles Gleizes - Mise en scène de Gilles Gleizes - avec Aurélien Recoing dans le rôle de John Buchanan et Laurence Roy dans le rôle d'Alma Winemiller - Théâtre de Rungis et CDN de Limoges 1991[51]
- La descente d'Orphée Traduction de Patrick Couton - Mise en scène d'Yvon Lapous - avec Gérard Watkins dans le rôle de Val - Quimper 1992
- Un tramway nommé désir Texte français Jean-Michel Desprats - Mise en scène Lee Breuer - avec Anne Kessler dans le rôle de Blanche Dubois et Eric Ruf dans le rôle de Stanley Kowalski - Comédie Française (salle Richelieu) 2011

## Emprunts divers
- La chanson Quelque chose de Tennessee, écrite par Michel Berger pour Johnny Hallyday, lui est dédiée en 1985 (album Rock'n'Roll Attitude).
- Le groupe The National fait une allusion au dramaturge dans la chanson City Middle parue en 2005 sur l'album Alligator.
- Le groupe de musique The Strokes le cite dans la chanson What Ever Happened (« Oh Tennessee, what did you write? ») sur l'album Room on Fire de 2003.
- En 2011, le comédien Benoît Solès joue à Paris la pièce Appelez-moi Tennessee qu'il écrit lui-même à partir d'un entretien inventé, donné en 1962 par Tennessee Williams à l'animateur de télévision # Alvin Baker. C'est l'occasion de retracer sur scène la vie de l’auteur.
- Dans la série à succès Les Frères Scott, l'un des personnages principaux lui rend hommage dans un épisode en disant l'une de ses citations : « La solitude est un sentiment partagé par tellement de gens que ce serait égoïste de l'éprouver seul ».